# Vladimír Mokrohajský
Vladimír Mokrohajský (29. května 1935 Gbely – 13. května 2017) byl český fotbalista, brankář, reprezentant Československa. Po skončení aktivní kariéry působil jako fotbalový trenér a funkcionář v klubu FC Hlučín.

## Sportovní kariéra
Oblíbený brankář přišel do Baníku v roce 1957 z Hradce Králové, prožil jeden z vrcholů slezskoostravského klubu v období trenérů Vejvody a Bufky. Nezapomenutelné byly jeho výkony v utkáních Baníku s nejlepším ligovým celkem této éry, pražskou Duklou. V některých zápasech si na něm vylámali zuby pražští útočníci i sám Josef Masopust. Vypracoval se až do reprezentačního dresu. Po skončení aktivní dráhy se stal úspěšným fotbalovým trenérem. Baníkovské barvy hájil ve 152 ligových zápasech. Za československou reprezentaci odehrál 31. března 1963 kvalifikační utkání mistrovství Evropy 1964 s NDR v Praze, které skončilo remízou 1:1.

## Ligová bilance
| Ročník                                   | Zápasy | Góly | Klub                   |
| ---------------------------------------- | ------ | ---- | ---------------------- |
| 1. československá fotbalová liga 1957/58 | 11     | 0    | Spartak Hradec Králové |
| 1. československá fotbalová liga 1957/58 | 8      | 0    | Baník Ostrava          |
| 1. československá fotbalová liga 1958/59 | 4      | 0    | Baník Ostrava          |
| 1. československá fotbalová liga 1959/60 | 20     | 0    | Baník Ostrava          |
| 1. československá fotbalová liga 1960/61 | 17     | 0    | Baník Ostrava          |
| 1. československá fotbalová liga 1961/62 | 21     | 0    | Baník Ostrava          |
| 1. československá fotbalová liga 1962/63 | 22     | 0    | Baník Ostrava          |
| 1. československá fotbalová liga 1963/64 | 23     | 0    | Baník Ostrava          |
| 1. československá fotbalová liga 1964/65 | 16     | 0    | Baník Ostrava          |
| 1. československá fotbalová liga 1965/66 | 15     | 0    | Baník Ostrava          |
| 1. československá fotbalová liga 1967/68 | 2      | 0    | Baník Ostrava          |
| 1. československá fotbalová liga 1968/69 | 4      | 0    | Baník Ostrava          |
| CELKEM                                   | 163    | 0    |                        |